# Eucalyptus caesia
Eucalyptus caesia és una espècie de planta de la família de les Mirtàcies, endèmica del central Wheatbelt d'Austràlia Occidental, on se la troba en poques quantitats sobre afloraments de granit.

## Descripció
Mesura fins a 15 metres d'alçada. L'escorça és cafè-vermellosa, del tipus arrissat minni ritchi. Les branques tendeixen a agitar-se o escampar-se fins a terra. Els arbres tenen grans flors de color rosa-vermellós o blanc, de 40 a 50 mm de diàmetre. Són àmpliament conreats com a planta ornamental nativa, però s'han tornat rars a la natura. Té una pols blanca que cobreix les branques, els capolls de les flors i els fruits.

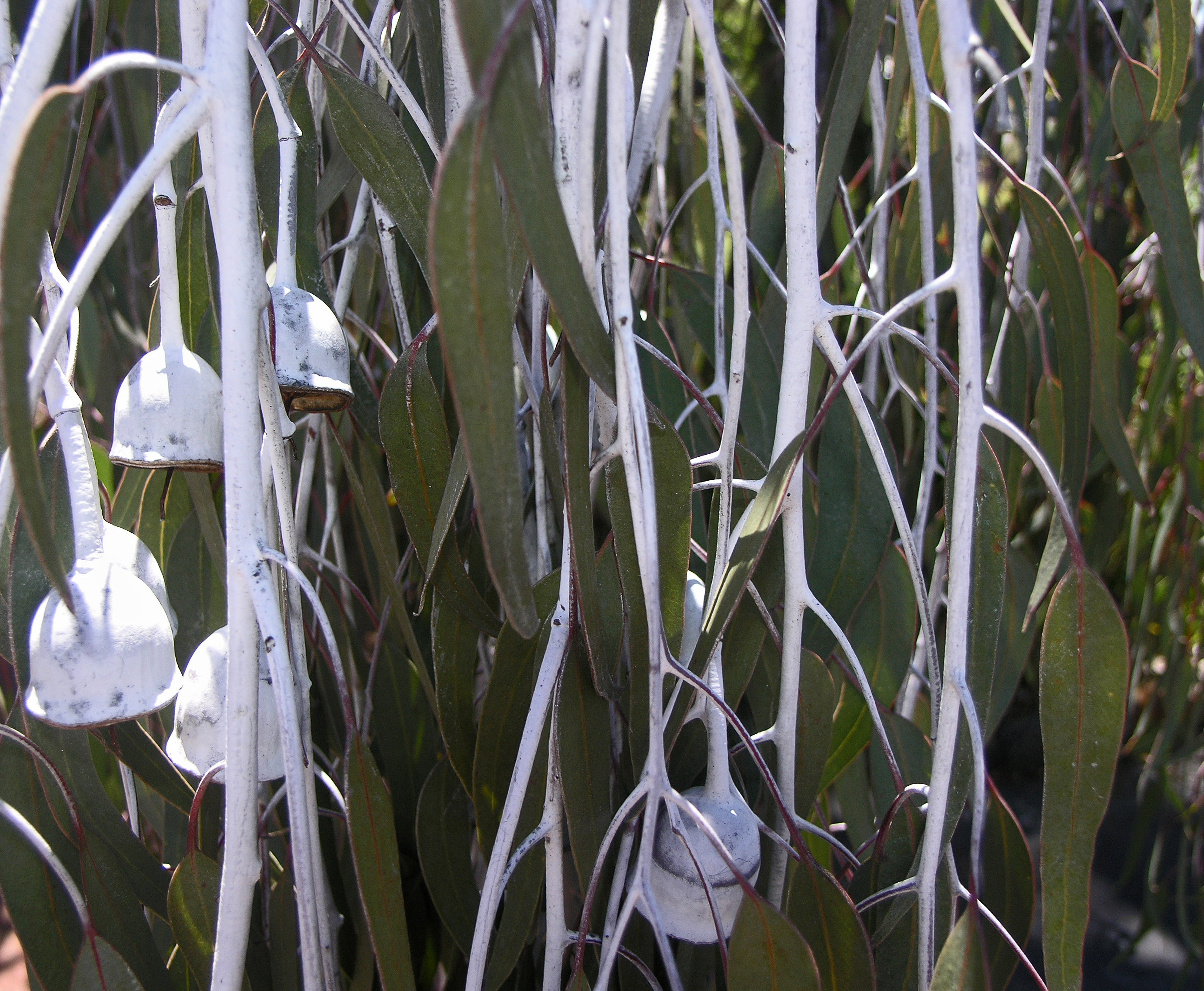
Visió propera de les fulles, branques blanques i llavors.

## Història taxonòmica
Eucalyptus caesia va ser anomenat el 1867 per George Bentham provinent dels espècimens col·lectats per James Drummond el 1847. Drummond va fer la seva col·lecció massa tard per recollir els capolls i flors, i això va fer difícil la seva identificació posterior. Durant l'expedició científica d'Elder de 1891-1892, Richard Helms va recol·lectar espècimens d'un Eucalyptus que els aborígens australians de l'àrea cridaven "Gungurru". Aquesta era gairebé certament Eucalyptus woodwardii, però el 1896 va ser identificada de manera incorrecta per Mueller i Tate com E. caesia. Això va deixar la incorrecta aplicació del nom comú "Gungurru" a E. caesia, i una confusió sobre la distribució de l'espècie.
Col·leccions autenticades d'E. caesia van ser posteriorment fetes per A. Morrison el 1885, i el 1923 Charles Gardner va recollir espècimens d'una forma amb fulles, capolls, flors i fruits considerablement més grans. Aquesta va ser més tard reconeguda com la subspècie magna per Brooker i Hopper (1982), amb la forma original sent designada subespècie caesia.

## Taxonomia
Eucalyptus caesia va ser descrita per George Bentham i publicada a Flora Australiensis: a description. .. 3: 227. 1867.

### Etimologia
- Eucalyptus: prové del grec kaliptos, "cobert", i el prefix eu-, "bé", en referència a l'estructura llenyosa que cobreix i dona protecció a les seves flors.[4]
- caesia: epítet llatí que significa "de color blau-grisenc".[5]

### Sinonímia
- Eucalyptus caesia subsp. caesia[2]